# Alfonso Thiele
Alfonso Thiele (n. 5 aprilie 1920, Constantinopol, Imperiul Otoman – d. 15 iulie 1986, Novara, Italia) a fost un pilot de curse auto american care a evoluat în Campionatul Mondial de Formula 1 în sezonul 1960.